# Jan van der Clyte

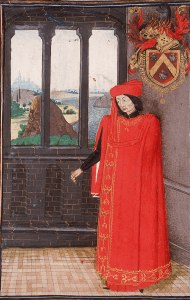
Jan van der Clyte in Statuts, Ordonnances et Armorial de l’Ordre de la Toison d’Or.

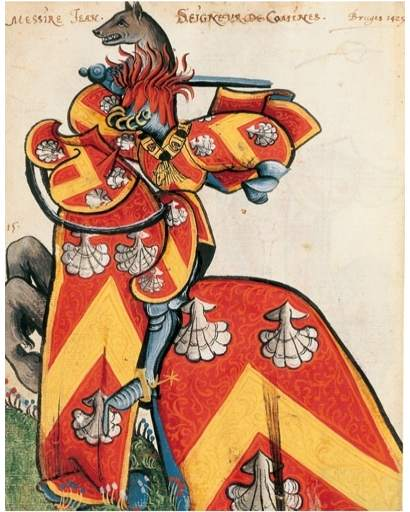
Het wapen van Jan van der Clyte in Le grand armorial équestre de la Toison d’or (manuscript BNF Arsenal 4790).

Jan van der Clyte (Frans: Jean de la Clite; - Komen, 13 september 1443) was heer van Komen (het huidige Comines/Komen) in het Franse Noorderdepartement en Komen-Waasten (Comines-Warneton) in de Belgische provincie Henegouwen, stadhouder van Vlaanderen en stichtend lid van de Orde van het Gulden Vlies.

## Leven
Jan, die in 1404 het bezit van zijn ouders, in het bijzonder de Vlaamse heerlijkheid Komen erfde, koos voor een militaire carrière. In 1409 diende hij in de Vlaamse troepen in Parijs, in 1415 vocht hij mee in de Slag bij Azincourt, werd daarna in Ruisseauville gevangengehouden en ten slotte tegen betaling van losgeld weer vrijgelaten. In 1417 bevond hij zich in het gevolg van Jan zonder Vrees tijdens diens veldtocht tegen Parijs.
Na de moord op Jan zonder Vrees (1419) bleef hij in dienst van diens zoon en opvolger Filips de Goede; hij nam deel aan de belegering van Crépy (1419/1420) en aan de Slag bij Mons-en-Vimeu (1421). In 1424 werd hij tot soeverein baljuw van het graafschap Vlaanderen benoemd, in welke hoedanigheid hij aan de belegeringen van Zevenbergen (1426/27) en Kassel deelnam. Op 10 januari 1430 werd hij een van de stichtende leden van de Orde van het Gulden Vlies (diploma nr. 9), in datzelfde jaar nam hij aan de Slag bij Compiègne deel, waarin Jeanne d’Arc in de handen van de Bourgondiërs viel.
In 1435 werd hij aangeklaagd, met de beschuldiging bij de moord op Jacob II van Bourbon-Préaux in 1429 in Piacenza te zijn betrokken geweest, en moest de rest van zijn leven er alles aan doen om deze beschuldiging af te weren. Daar Filips de Goede hem zijn gunst niet ontnam, streed hij in 1436 bij het beleg van Calais en in 1440 bij het neerslaan van de inwoners van Brugge mee.
Jan van der Clyte stierf op 13 september 1443 en werd in de kerk van Komen begraven. Zijn graf werd tussen de ruïnes van de in de Eerste Wereldoorlog verwoeste kerk herontdekt.

## Familie
Jan van der Clyte was de zoon van Colard I van der Clyte en Jeanne van Waziers, Vrouwe van Komen. Colard van der Clyte had reeds hoge bestuursambten onder graaf Lodewijk II van Vlaanderen, ook wel Lodewijk van Male (1346-1384) genoemd, bekleed, en wist zijn positie te behouden, toen de Bourgondische hertog Filips de Stoute als Lodewijks schoonzoon het bestuur van Vlaanderen overnam: hij werd diens raadgever en kamerheer.
Jans broer Colard II van der Clyte was de vader van de diplomaat en schrijver Filips van Komen (1447-1511).
Jan huwde met Jeanne van Gistel (- 9 oktober 1431), dochter van Jan VI van Gistel (-1417), generaal-kapitein van Vlaanderen, en Jeanne van Châtillon (- kort na 1417). Uit dit huwelijk kwam Jan II van der Clyte voort, die met Jeanne van Estouteville, Dame van Beaumont, huwde; hun dochter was Jeanne van der Clyte (-1512), Dame van Komen, burggravin van Nieuwpoort; die trouwde met Jean Halluin (Halewijn), Heer van Halewijn, burggraaf van Roeselare – hun nakomelingen zijn o.a. de hertogen van Aarschot uit het Huis Cröy.
Jan hertrouwde in 1433 met Jeanne van Preure, weduwe van Jan, Heer van Nevele en Fosseux. Jeanne overleefde haar man en werd in 1449 voor het laatst vermeld in onze bronnen.